# Erosaria citrina
Erosaria citrina, tên tiếng Anh: orange cowrie, là một loài ốc biển, là động vật thân mềm chân bụng sống ở biển trong họ Cypraeidae, họ ốc sứ.

## Phụ loài
- Erosaria citrina citrina Gray, 1825
- Erosaria citrina dauphinensis Lorenz, 2002

## Phân bố
Loài này và các phân loài của nó phân bố ở Ấn Độ Dương dọc theo East Coast của Nam Phi, Madagascar và Mozambique.